# 多夫戈波列
48°4′26″N 24°58′9″E / 48.07389°N 24.96917°E

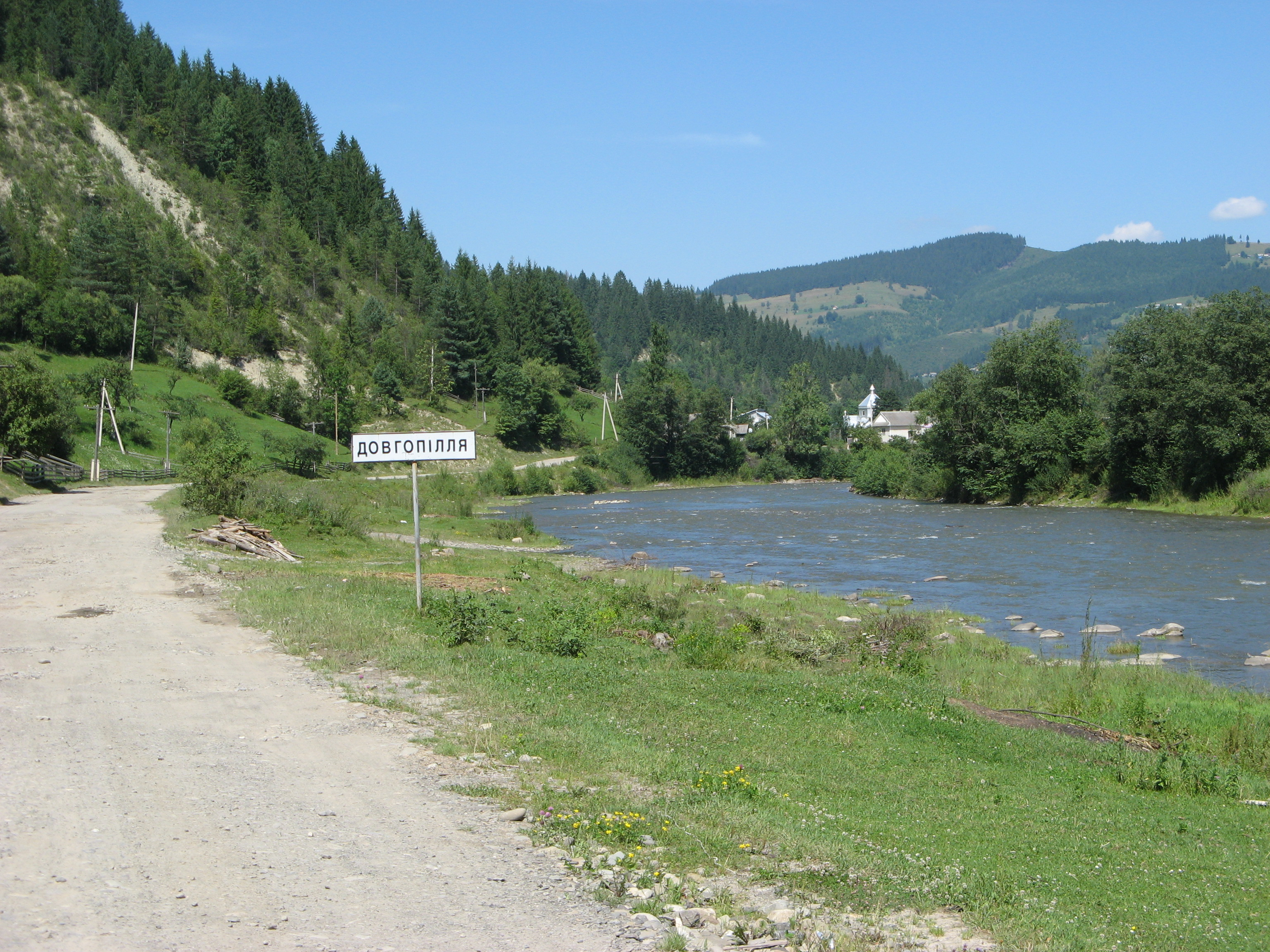

多夫戈波列是烏克蘭的村落，位於該國西部伊萬諾-弗蘭科夫斯克州，由韋爾霍維納區負責管轄，處於比利切列莫什河畔，始建於1500年，面積11.6平方公里，2024年人口1455。